# Jang Yun-Jung
Jang Yun-Jung (1988) es una deportista surcoreana que compitió en triatlón. Ganó dos medallas en los Juegos Asiáticos, bronce en 2010 y plata en 2018.

## Palmarés internacional
| Juegos Asiáticos | Juegos Asiáticos      | Juegos Asiáticos  | Juegos Asiáticos |
| Año              | Lugar                 | Medalla           | Prueba           |
| ---------------- | --------------------- | ----------------- | ---------------- |
| 2010             | Cantón (China)        | Medalla de bronce | Individual       |
| 2018             | Palembang (Indonesia) | Medalla de plata  | Relevo mixto     |